# Antal Árpád
Antal Árpád (Nyújtód, 1925. július 24. – Kolozsvár, 2010. július 6.) romániai magyar irodalomtörténész, a tudományok doktora.

## Életútja
Tanulmányait Kézdivásárhelyen (1944-ben érettségizett le) és a kolozsvári Bolyai Tudományegyetemen végezte. 1948-ban itt szerzett magyar nyelv- és irodalom szakos oklevelet. Ezután ugyanitt tanársegéd lett, később adjunktus, előadó tanár, egy ideig a reformkor, illetve a 19. századi irodalom tanszék vezetője. Tanulmányai és cikkei a romániai szakfolyóiratokban, például a Gunda Béla szerkesztette Erdélyi Néprajzi Tanulmányokban, irodalmi lapokban jelentek meg. A Nyelv- és Irodalomtudományi Közlemények szerkesztőbizottságának tagjaként is tevékenykedett.

## Nyomtatásban megjelent kötetei
- Szentiványi Mihály. Monográfia. Bukarest, 1958.
- A magyar irodalom a reformkorban és az 1848-49-es polgári demokratikus forradalom idején, egyetemi jegyzet, Kolozsvár, 1959
- Bevezetés a magyar filozófiába. Egyetemi jegyzet (Balogh Dezsővel) Kolozsvár, 1962.
- Kriza János. (Faragó Józseffel és Szabó T. Attilával) Bukarest, 1965, 2. átdolgozott kiadás, Kolozsvár, 1971.
- Arany és Petőfi levelezése. Bukarest., 1973.
- Magyar irodalom a liceumok II. éve és Irodalmi szöveggyűjtemény az általános iskolák X. osztálya számára. (Kócziány Lászlóval), Bukarest, 1973.
- Arany és Petőfi levelezése, bev., jegyzet, Bukarest, 1973
- A magyar irodalom a reformkorban és 1848-49-ben. Bukarest, 1979.
- Vörösmarty Mihály: Gondolatok a könyvtárban, szerk., Kolozsvár, 1983
- György Lajos életműve, szerk., Kolozsvár, 1992. (Erdélyi Tudományos Füzetek 213.)